# فهرست مدیران باشگاه فوتبال استقلال تهران

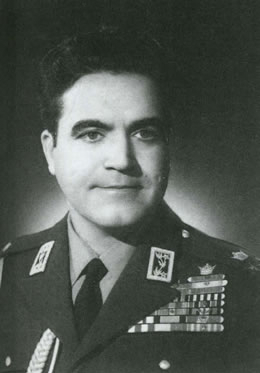
پرویز خسروانی، مؤسس، مدیر تاج از ۱۳۲۴ تا ۱۳۲۸ و مالک این باشگاه تا ۱۳۵۷

فهرست مدیران باشگاه فوتبال استقلال تهران مدیرانی هستند که در پیشینه باشگاه استقلال بر این تیم مدیریت کرده‌اند. باشگاه استقلال تهران یک باشگاه فرهنگی و ورزشی ایرانی است که در ۴ مهر ۱۳۲۴ با نام نخستین دوچرخه‌سواران در شهر تهران بنیان نهاده شده‌است. با گسترش فعالیت‌های باشگاه در رشته‌های دیگر ورزشی نام باشگاه به تاج تغییر پیدا کرد. در سال‌های بعد با تغییر اساسنامهٔ باشگاه و حضور وزیر دربار در رأس هیئت مدیرهٔ تاج زمینه و بودجهٔ مناسب برای توسعهٔ باشگاه فراهم آمد و تاج کم‌کم رشته‌های ورزشی دیگر نیز اقدام به تیم داری کرد و رشد چشمگیر این باشگاه تا هنگام وقوع انقلاب ۱۳۵۷ ادامه یافت . با وقوع انقلاب در ایران باشگاه تاج و تمامی اقدامات آن مصادره شد. باشگاه با تغییر نام به استقلال و تحت مالکیت سازمان تربیت بدنی توانست به فعالیت خود ادامه دهد، اما با توجه به از دست دادن ورزشگاه‌ها و امکانات دیگر نتوانست در رشته‌های مختلف ورزشی صاحب تیم باشد. عمدهٔ فعالیت باشگاه استقلال در دوران پس از انقلاب در رشتهٔ فوتبال مردان خلاصه می‌شود و تنها در دوره‌هایی کوتاه در رشته‌های دیگر همچون فوتبال و فوتسال زنان و مردان، والیبال، دو و میدانی و کشتی مردان نیز تیم‌داری نموده‌است.
نخستین مدیر این باشگاه پرویز خسروانی افسر جوان ژاندارمری و از قهرمانان دوچرخه‌سواری ایران و یکی از بنیان‌گذاران این باشگاه بود. در ۱۳۲۸ خسروانی امتیاز باشگاه را با هزینهٔ شخصی در اختیار گرفت و پرویز شیخان را به عنوان مدیر عامل انتخاب کرد. شیخان تا زمان انقلاب ۱۳۵۷ در سمت خود باقی ماند. پس از انقلاب به حکم نخست‌وزیر مهدی بازرگان باشگاه تاج و کلیهٔ اماکن و تأسیسات متعلق به آن مصادره شد و تیم فوتبال مردان باشگاه با تغییر نام به استقلال به حیات خود ادامه داد. بدین ترتیب نحوهٔ ادارهٔ باشگاه از حالت نیمه خصوصی در سال‌های پیش از انقلاب به مالکیت دولتی در سال‌های پس از انقلاب تغییر نمود. مالکیت باشگاه استقلال در دوران پس از انقلاب — به غیر از دوره‌ای کوتاه در دههٔ ۱۳۸۰ — در اختیار سازمان تربیت بدنی سابق و وزارت ورزش و جوانان ایران کنونی بوده‌است و اعضای هیئت مدیرهٔ باشگاه توسط رئیس این نهاد گزینش می‌شوند. ریاست مجمع باشگاه استقلال به عهدهٔ وزیر ورزش است و او می‌تواند این عنوان را به فرد دیگری تفویض نماید. مدیر عامل باشگاه توسط اعضای هیئت مدیره تعیین می‌شود.
در مجموع استقلال از ابتدای فعالیتش در ۱۳۲۴ تا به کنون ۱۹ مدیر داشته که این مدیران در ۲۴ نوبت به مدیریت استقلال پرداخته‌اند. ۶ مدیر نیز تنها به عنوان سرپرست موقت برگزیده شده‌اند و هیچ‌گاه به عنوان مدیریت نرسیده‌اند. از میان مدیران استقلال پرویز شیخان با ۲۹ سال مدیریت رکورددار دوران مدیریت است. علی فتح‌الله‌زاده نیز در ۴ دوره متفاوت به عنوان مدیرعامل استقلال انتخاب شد تا رکورددار مدیریت در استقلال باشد. استقلال در سال‌هایی همچون میانه دهه‌های ۱۳۶۰ و ۱۳۹۰ از عدم ثبات و ضعف مدیریت بسیار ضربه خورده و در نتیجه‌گیری ناموفق نشان داده‌است.

## پیشینه

### ۱۳۲۸–۱۳۲۴: مدیریت خسروانی

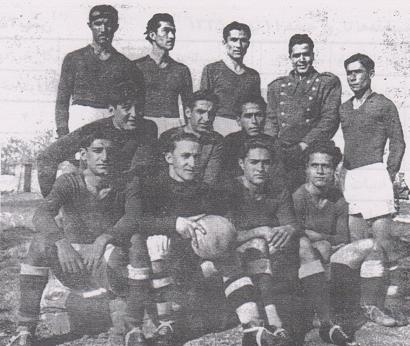
دوچرخه‌سواران در ۱۳۲۵، پرویز خسروانی، نفر دوم ایستاده از راست و با لباس نظامی

باشگاه استقلال در سال ۱۳۲۴ با نام «دوچرخه‌سواران» و توسط گروهی از قهرمانان دوچرخه‌سواری ایران تأسیس گردید و ابتدا در اتاقی محقر در طبقهٔ دوم ساختمانی در خیابان سوم اسفند روبه‌روی باشگاه افسران اعلام موجودیت کرد. پرویز خسروانی یکی از این قهرمانان بود که در سال‌های نخست مدیریت باشگاه را نیز بر عهده داشت و توسعهٔ فعالیت‌های باشگاه در رشته‌های دیگر ورزشی را در دستور کار قرار داد. یکی از نخستین اقدامات خسروانی جلب رضایت علی دانایی‌فرد بازیکن و مربی موفق فوتبال تهران برای پیوستن به دوچرخه‌سواران بود که باعث شکوفایی تیم فوتبال باشگاه گردید. خسروانی تیم خوب نادر را نیز که از سال ۱۳۱۷ در فوتبال تهران فعالیت داشت با تیم خود ادغام کرد و دوچرخه‌سواران را به یکی از قطب‌های فوتبال تهران تبدیل نمود. او سپس با سرمایه‌ای خانوادگی زمینی ده هزار متری را در خیابان ایرانشهر از فردی به نام ارباب مهربان برای مدت ۱۰ سال اجاره کرد که در آن دفتر اداری، سالن‌های بزرگ برای بدن‌سازی، کشتی، بسکتبال و والیبال، رینگ بوکس و یک زمین مینی‌فوتبال برای تمرین فوتبالیست‌ها مهیا شد. خسروانی برای تبلیغ ورزش در میان جوانان و ارتباط با هواداران، تاج ورزشی، مجلهٔ اختصاصی باشگاه را از فروردین ۱۳۲۸ راه‌اندازی نمود که انتشار آن تا سال ۱۳۵۷ ادامه داشت و درآمد حاصل از آن نیز برای باشگاه سودآور بود. جذب بازیکنان تیم سرباز در سال ۱۳۲۸ بر قدرت تیم فوتبال باشگاه افزود و در اواخر همان سال با گسترش فعالیت‌های باشگاه در رشته‌های دیگر ورزشی نام باشگاه به «تاج» تغییر پیدا کرد.

### ۱۳۵۷–۱۳۲۸: مدیریت شیخان

قهرمانی تاج در لیگ دوم تخت جمشید. آذر ۱۳۵۳، تیمسار منوچهر اسعدی (مدیر باشگاه‌های بین‌المللی تاج) و سروان پرویز شیخان مدیر باشگاه تاج تهران در این نگاره حضور دارند.

از اواخر ۱۳۲۸ پرویز شیخان به سمت مدیر باشگاه منصوب شد و تا هنگام انقلاب ۱۳۵۷ عهده‌دار این مسئولیت بود. افزون بر پرویز خسروانی (مالک و یکی از بنیان‌گذاران باشگاه) و پرویز شیخان (مدیر باشگاه)، از پرویز عمواوغلی به عنوان قائم مقام سازمان تاج و منوچهر اسعدی به عنوان مدیر عامل باشگاه‌های برون‌مرزی تاج نام برده می‌شود. در ۱۳۴۷ با تغییر اساسنامهٔ باشگاه سازمان ورزشی و فرهنگی تاج شد. در این زمان حضور وزیر دربار در رأس هیئت مدیرهٔ باشگاه از یک‌سو، و ارتقاء و ترفیع پرویز خسروانی در مناصب مهم نظامی و ورزشی کشور از سوی دیگر در رشد و توسعهٔ باشگاه تاج اثرگذار بود. گسترش فعالیت‌های باشگاه به گونه‌ای بود که باشگاه تاج تهران در بسیاری از رشته‌های ورزشی صاحب تیم و ورزشگاه بود و بسیاری از قهرمانان ملی رشته‌های مختلف عضو تیم‌های تاج بودند. تاج در چهار منطقهٔ تهران، تمامی مراکز استان‌ها و شهرهای مهم شعبه داشت و چند پایگاه برون‌مرزی نیز در ترکیه و بحرین ایجاد کرده بود. در ۱۳۴۹ تاج برای نخستین بار در مسابقات نسبتاً تازه تأسیس قاره‌ای حاضر شد و توانست در همان گام نخست عنوان قهرمانی را نیز به دست آورد. در دهه بعد نیز موفقیت‌های تاج ادامه یافت و این تیم قهرمانی‌هایی در لیگ و جام حذفی فوتبال ایران به دست آورد.

### ۱۳۶۸–۱۳۵۸: صندلی متزلزل مدیران

عباس کردنوری، نفر اول ایستاده از راست، مدیر عامل استقلال در ۱۳۶۴–۱۳۵۸

تنها چند روز پس از پیروزی انقلاب ۱۳۵۷ در ۲۸ بهمن ساختمان مرکزی سازمان ورزشی و فرهنگی تاج توسط نیروهای انقلابی اشغال شد و از ورود پرویز شیخان به آن جلوگیری شد. مدتی بعد خسروانی و شیخان و تعداد دیگری از مدیران و مالکان تاج ایران را ترک کردند. در فروردین ۱۳۵۸ حسین فکری سرپرست سازمان تربیت بدنی در ابتدای انقلاب، عنایت‌الله آتشی که سابقهٔ حضور در بسکتبال تاج را داشت، مسئول رسیدگی به امور باشگاه نمود. دوران سرپرستی موقت آتشی در تاج بسیار کوتاه اما مهم در پیشینه این باشگاه بود. در نخستین گام آتشی و تعدادی از بازیکنان پیشین تیم پیشنهاد تغییر نام تیم را از تاج به استقلال دادند و به این ترتیب تاج از این پس با نام استقلال در مسابقات حضور پیدا کرد. در همان ۱۳۵۸ آتشی که بازیکن و مربی بسکتبال بود به فدراسیون این رشته رفت و عباس کردنوری، بازیکن پیشین تاج به عنوان مدیر باشگاه برگزیده شد. کردنوری تا ۱۳۶۴ تیم را مدیریت کرد. از ۱۳۶۴ سیاست‌های سازمان تربیت بدنی برای مدیریت استقلال دستخوش دگرگونی‌های فراوان شد و مدیریت باشگاه استقلال به شکل کارمندی درآمد. به این ترتیب که سازمان تربیت بدنی کارمندان رسمی خود را به عنوان مدیر استقلال منصوب می‌کرد. این مدیران به دلیل نحوهٔ غیراصولی گزینش از قدرت و تجربهٔ لازم برای ادارهٔ باشگاه استقلال برخوردار نبودند. نادر فریادشیران بر اساس همین طرح در سال ۱۳۶۴ مدیر باشگاه استقلال شد. او در هنگام مدیریت در استقلال، در فوتبال باشگاهی تهران دروازه‌بان ذخیره بود و حقوق خود را از عباس کردنوری سرپرست استقلال دریافت می‌کرد. در ۱۳۶۵ فریادشیران جای خود را به عباس نکویی دیگر کارمند تربیت بدنی داد. نکویی تا ۱۳۶۸ مدیریت باشگاه را بر عهده داشت. دوران مدیریت نکویی برای استقلال دوران موفقیت‌آمیزی نبود و این تیم در مسابقات لیگ تهران و جام حذفی ایران هیچگاه نتایج شایان توجهی کسب نکرد.

### ۱۳۷۵–۱۳۶۸: مدیریت اولیایی
در سال ۱۳۶۸ با پایان جنگ و روی کار آمدن حسن غفوری‌فرد در سازمان تربیت بدنی دولت جدید، ترکیب هیئت مدیرهٔ استقلال دستخوش دگرگونی شد. بر این اساس مدیران استقلال از میان افراد سیاسی و غیر ورزشی انتخاب شدند و ابتدا علی آقامحمدی یکی از اعضای هیئت مدیره به سمت مدیر عاملی باشگاه استقلال منصوب شد، اما به دلیل مسئولیت‌های دیگر کاظم اولیایی را به عنوان مدیر ورزشی باشگاه منصوب نمود. کاظم اولیایی نخستین مدیر در سال‌های پس از انقلاب بود که دوران مدیریت باثبات و طولانی را در استقلال تجربه کرد. او تا پاییز ۱۳۷۵ به مدت حدود ۷ سال زمام امور باشگاه را در دست داشت و استقلال در این دوره به مقام قهرمانی و نایب قهرمانی آسیا رسید. نقطهٔ تاریک دورهٔ مدیریت اولیایی در استقلال انتقال این تیم از سطح اول فوتبال کشور به مسابقات انتخابی جام آزادگان موسوم به دستهٔ ۳ بود که در فصل ۱۳۷۱ و بر اساس طرح فدراسیون مبنی بر سهمیه‌بندی تعداد تیم‌های استان تهران رقم خورد.

### ۱۳۸۲–۱۳۷۵: مدیریت فتح‌الله‌زاده

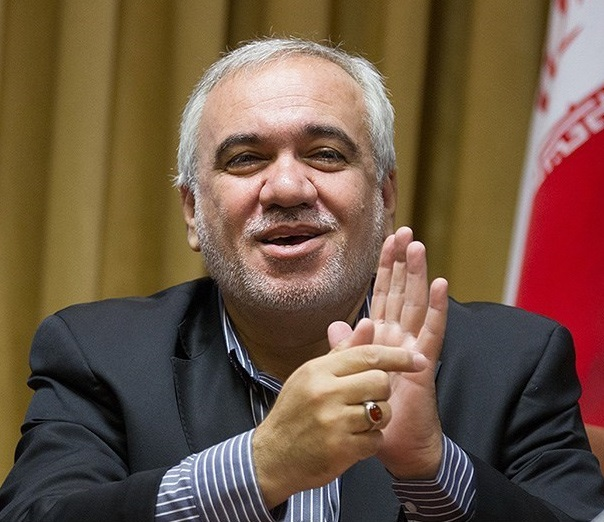
علی فتح‌الله‌زاده از آبان ۱۳۷۵ تا اردیبهشت ۱۳۹۳ در سه دورهٔ مختلف مدیریت استقلال را بر عهده داشت. او مجموعاً حدود ۱۳ سال مدیر استقلال بود و پس از پرویز شیخان طولانی‌ترین دوران مدیریت را در تاریخ باشگاه داشته‌است.

شکست ۰−۱ استقلال در برابر پرسپولیس در ۲۷ مهر ۱۳۷۵ که با گلی دیرهنگام در دقیقهٔ ۸۷ رقم خورد، به هفت سال شکست‌ناپذیری استقلال در شهرآوردها پایان می‌داد. پس‌لرزه‌های این رویداد در اردوی آبی‌ها در نهایت به روی کار آمدن علی فتح‌الله‌زاده در ۷ آبان ۱۳۷۵ انجامید. فتح‌الله‌زاده سردبیر مجلهٔ جوانان در مؤسسه اطلاعات بود که از ابتدای دههٔ ۱۳۷۰ و با راه‌اندازی رسانهٔ نوشتاری باشگاه استقلال (روزنامه استقلال جوان) سردبیری این روزنامه را بر عهده گرفته بود. او در نخستین اقدام خود ناصر حجازی را به عنوان سرمربی استقلال معرفی کرد. استقلال با همکاری فتح‌الله‌زاده و حجازی لیگ آزادگان ۷۷−۱۳۷۶ را فتح کرد و در جام باشگاه‌های آسیا نیز تا فینال بازی‌ها پیش رفت، اما جام را در تهران به جوبیلو ایواتا از ژاپن واگذار کرد. فتح‌الله‌زاده حجازی را برکنار کرد و مدت کوتاهی با یوگنی سکوموروخوف و سپس با منصور پورحیدری همکاری کرد. او در سال آخر حضورش در استقلال رولند کخ دستیار کریستف دام مربی موفق باشگاه بایر لورکوزن را به استقلال آورد اما در نتیجه‌گیری ناموفق بود و به رغم اخراج کخ و جایگزینی زرینچه و پورحیدری، فصل ۸۲−۱۳۸۱ را با رتبهٔ نازل نهمی به پایان رساند. فتح‌الله‌زاده در روز ۳۰ اردیبهشت ۱۳۸۲ و پیش از پایان فصل جای خود را به محمدحسین قریب داد. دورهٔ اول مدیریت فتح‌الله‌زاده در استقلال با صعود تیم ملی فوتبال ایران به جام جهانی ۱۹۹۸ فرانسه همزمان بود. ایجاد ارتباط باشگاه استقلال با باشگاه‌های اروپایی و انتقال شماری از ملی‌پوشان استقلال به اروپا در این دوره موجب بهبود اوضاع مالی باشگاه گردید.

### ۱۳۸۹–۱۳۸۲: جابجایی مدیران

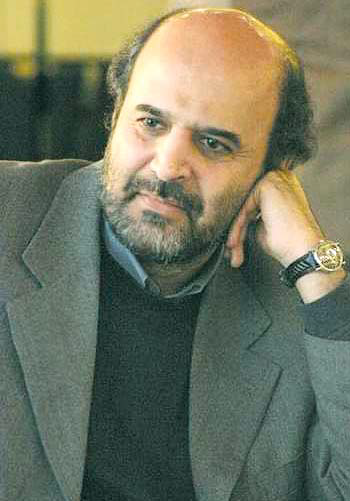
محمدحسین قریب در نیمه نخست دهه ۱۳۸۰ در دو نوبت مدیرعامل استقلال بود و نخستین قهرمانی این تیم در لیگ برتر فوتبال ایران با مدیریت قریب به دست آمد.

محمدحسین قریب در اواخر دههٔ ۱۳۶۰ مدتی در هیئت مدیرهٔ استقلال حضور داشت و مدت کوتاهی از فروردین تا آبان ۱۳۷۵ به‌طور موقت سرپرستی باشگاه را بر عهده داشت. او در ۳۰ اردیبهشت ۱۳۸۲ در حالی به عنوان مدیر استقلال منصوب شد که هیئت مدیرهٔ باشگاه ترکیب کادر فنی استقلال برای فصل آینده را با سرمربیگری امیر قلعه‌نویی مشخص و قطعی کرده بود. قریب پس از دو فصل حضور در استقلال در تیر ۱۳۸۴ از مدیریت باشگاه استعفا داد. به دنبال استعفای قریب کاظم اولیایی برای چند ماه از تیر تا بهمن ۱۳۸۴ سرپرستی استقلال را بر عهده گرفت اما در بهمن ۱۳۸۴ با نظر وزارت رفاه و تأمین اجتماعی که مجمع باشگاه استقلال را در اختیار داشت، قریب بار دیگر به عنوان مدیر استقلال انتخاب گردید. قلعه‌نویی در دوران مدیریت قریب برنامهٔ سه ساله‌ای را برای جوان‌گرایی در باشگاه استقلال ارائه داد که در سال سوم (فصل ۸۵–۱۳۸۴) به قهرمانی استقلال در لیگ برتر انجامید.
در مهر ماه ۱۳۸۵ با تغییر وزیر رفاه (رئیس وقت مجمع باشگاه استقلال)، کرسی مدیریت باشگاه استقلال نیز دستخوش دگرگونی شد. قریب از سمت خود استعفا کرد و سرپرست وزارت رفاه مقداد نجف‌نژاد را با حکمی دو ساله به عنوان مدیر جدید باشگاه منصوب نمود، اگر چه مدیریت او در استقلال بیشتر از ۵ ماه نپایید. روز ۲۷ بهمن ۱۳۸۵ کنفدراسیون فوتبال آسیا استقلال را به دلیل ارسال دیرهنگام فهرست بازیکنان در لیگ قهرمانان آسیا از حضور در بازی‌ها کنار گذاشت. شوک ناشی از حذف غیرمنتظرهٔ استقلال و فشار افکار عمومی استعفای دسته‌جمعی هیئت مدیره و مدیر عامل باشگاه را در پی داشت، اگر چه نجف‌نژاد و تعدادی از اعضای هیئت مدیره بعدها در سمت‌های مختلف به استقلال بازگشتند. اردیبهشت ۱۳۸۶ فتح‌الله‌زاده پس از شش سال با عنوان سرپرست موقت به استقلال بازگشت. تیرماه همان سال باشگاه استقلال از وزارت رفاه به سازمان تربیت بدنی برگردانده شد و مدیریت فتح‌الله‌زاده تثبیت گردید. فتح‌الله‌زاده با حجازی شروع کرد و در ادامه فیروز کریمی را به استقلال آورد اما حاشیه‌های فراوان درون باشگاه و هیئت مدیره مانع نتیجه‌گیری شد. استقلال در این فصل با قرار گرفتن در ردهٔ سیزدهم بدترین عنوان خود را در تاریخ لیگ کشور به دست آورد. با استعفای کریمی در انتهای فصل، سکان هدایت استقلال از مرحلهٔ نیمه‌نهایی جام حذفی به قلعه‌نویی سپرده شد که به قهرمانی منتهی گردید. فصل بعد با شروع متزلزل استقلال، فتح‌الله‌زاده در پایان هفتهٔ ششم لیگ به‌طور ناگهانی برکنار و امیررضا واعظی آشتیانی از سوی هیئت مدیره به عنوان مدیر عامل منصوب شد. آشتیانی با قلعه‌نویی لیگ هشتم خلیج فارس را فتح کرد، اما بروز حواشی و درگیری‌های لفظی در پایان فصل منجر به جدایی قلعه‌نویی شد. پس از آن آشتیانی صمد مرفاوی را به عنوان سرمربی منصوب کرد و فصل را بدون کسب جام سپری کرد.

### ۱۳۹۳–۱۳۸۹: بازگشت فتح‌الله‌زاده
استعفای آشتیانی در خرداد ۱۳۸۹ زمینه را برای حضور سوم فتح‌الله‌زاده در استقلال مهیا کرد. فتح‌الله‌زاده در دورهٔ سوم مدیریت خود در استقلال که چهار سال به طول انجامید و دوران مدیریتش را با مربی‌گری پرویز مظلومی آغاز کرد و بعد از دو فصل در ابتدای فصل ۹۲–۱۳۹۱ امیر قلعه‌نویی را جانشین وی کرد. استقلال با فتح‌الله‌زاده در این دوران یک عنوان قهرمانی لیگ (فصل ۹۲–۱۳۹۱) و یک قهرمانی حذفی (فصل ۹۱–۱۳۹۰) را به ارمغان آورد. در سومین سال حضور او استقلال تا نیمه‌نهایی لیگ قهرمانان آسیا صعود کرد که بهترین دست‌آورد قاره‌ای استقلال از هنگام آغاز لیگ قهرمانان بود. او ساخت و بهره‌برداری کمپ تمرین باشگاه را نیز با جدیت دنبال نمود و آن را با نام کمپ ناصر حجازی در زمستان ۱۳۸۹ افتتاح نمود. با این وجود فصل آخر مدیریت فتح‌الله‌زاده در استقلال موفقیت‌آمیز نبود و استقلال در لیگ به رتبه نازل پنجمی رسید. عدم موفقیت در جام حذفی نیز باعث شد تا استقلال حتی نتواند سهمیه حضور در لیگ قهرمانان آسیا را کسب کند. با این شرایط فتح‌الله‌زاده در ۲۷ اردیبهشت ۱۳۹۳ از سمت خود کنار رفت. فتح‌الله‌زاده در مصاحبه‌ای کمبود بودجه را عامل اصلی مشکلات استقلال برشمرد.

### هم‌اکنون–۱۳۹۳: جابجایی متوالی مدیران
در اردیبهشت ۱۳۹۳ با جدی شدن زمزمه‌هایی مبنی بر خصوصی‌سازی استقلال، وزارت ورزش هیئت مدیرهٔ جدیدی را روی کار آورد و بهرام افشارزاده مدیر کهنه‌کار ورزش ایران به عنوان مدیر عامل استقلال منصوب شد. افشارزاده بررسی میزان بدهی‌ها و سامان دادن به اوضاع مالی باشگاه را اولویت‌های کاری خود در استقلال اعلام کرد. با آغاز مدیریت افشارزاده عدم نتیجه‌گیری استقلال در لیگ همچنان ادامه داشت و استقلال در فصل ۹۴–۱۳۹۳ به رتبه نازل ششمی رسید و برای دومین فصل پیاپی نتوانست سهمیه حضور در آسیا را کسب کند. در پایان این فصل افشارزاده مظلومی را مجدداً به عنوان سرمربی استقلال برگزید. دوران مدیریت افشارزاده در مجموع برای استقلال موفقیت‌آمیز نبود؛ در زمستان ۱۳۹۴ ورزشگاه شهید کاظمی بر اساس مصوبه شورای شهر تهران به باشگاه استقلال واگذار شده بود اما با درخواست مدیران باشگاه پرسپولیس از شهرداری تهران و با دستور مستقیم محمدباقر قالیباف شهردار وقت تهران این ورزشگاه از اختیار مدیران استقلال خارج شد و به پرسپولیس واگذار شد. استقلال در دومین فصل حضور افشارزاده و با مربی‌گری مظلومی در هفته‌های آخر صدر جدول لیگ برتر را از دست داد و در فینال جام حذفی نیز در ضربات پنالتی جام را به ذوب آهن اصفهان واگذار کرد. به دنبال این ناکامی‌ها افشارزاده مظلومی را بر کنار و علیرضا منصوریان را جانشینش کرد. در تابستان ۱۳۹۵ و بعد از چند خرید پر سر و صدا در فصل نقل و انتقالات تابستانی با دستور مستقیم محمود گودرزی وزیر ورش وقت استقلال از جذب بازیکنان بیشتر محروم شد. افشارزاده دلیل این امر را علاقه وزیر ورزش به تیم پرسپولیس خواند. در همین زمان و در ۱۲ مرداد ۱۳۹۵ طی حکمی توسط وزارت ورزش افشارزاده از سمت خود برکنار شد. این دخالت‌های وزارت ورزش در امور تیم استقلال و عدم ثبات مدیریتی باعث اعتراض‌های هواداران استقلال در مقابل ساختمان مجلس نیز شد. هواداران استقلال خواهان استیضاح وزیر ورزش از سوی مجلس بودند.

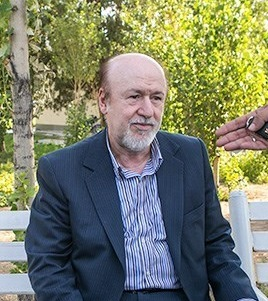
رضا افتخاری بدون سابقه در مدیریت فوتبال به مدیریت استقلال برگزیده شد و مدتی بعد از استعفا از سمتش به دلیل تخلف در آکادمی استقلال از حضور در فوتبال محروم شد.

در ۱۷ مرداد ۱۳۹۵ و پنج روز بعد از برکناری افشارزاده رضا افتخاری به عنوان سرپرست باشگاه استقلال انتخاب شد و در ۱۰ شهریور ۱۳۹۵ رسماً به عنوان مدیرعامل این باشگاه منصوب شد. افتخاری مدیری بود که سابقه مدیریت در فوتبال نداشت و حتی پیشینه تیم استقلال را نیز به درستی نمی‌شناخت و در مصاحبه‌ای در مورد تعداد قهرمانی‌های استقلال در آسیا به اشتباه عدد ۳ را ذکر کرد و اعلام کرد به دنبال کسب چهارمین قهرمانی در آسیاست. دوران مدیریت افتخاری در استقلال همچون مدیر پیشینش کوتاه و پر از حاشیه بود؛ استقلال فصل ۹۶–۱۳۹۵ را با نتایج بسیار ضعیفی آغاز کرد و در زمستان ۱۳۹۵ از سوی فیفا از یک پنجره نقل و انتقالات محروم شد. دلیل این امر بدهی ۴۷ هزار دلاری استقلال به عادل شیحی، بازیکن پیشین این تیم بود. فدراسیون فوتبال ایران در این زمینه نامه‌ای تحریف شده از سوی فیفا به باشگاه استقلال ارسال کرد و اعلام کرد که استقلال هنوز محروم نشده‌است این در حالی بود که در نامه ارسالی فیفا به فدراسیون فوتبال بر محرومیت استقلال تأکید شده بود. در ادامه همان فصل بازیکنان استقلال به دلیل عدم پرداخت حقوق‌شان دو مرتبه اعتصاب و از حضور در تمرینات خودداری کردند. مدیران استقلال در این زمان بسته‌های شامل شامپو، صابون و سایر مواد بهداشتی و شوینده به بازیکنان استقلال داده بودند. فصل بعد و به دنبال نتایج ضعیف ابتدای فصل استقلال افتخاری منصوریان را از سمتش برکنار کرد و وینفرد شفر آلمانی را جانشینش کرد. شفر در ابتدا نتایج خوبی با استقلال کسب نکرد اما در نیمه دوم فصل بسیار موفق ظاهر شد و توانست تیم را به عنوان قهرمانی جام حذفی ۹۷–۱۳۹۶ برساند. این نخستین عنوان قهرمانی استقلال بعد از ۵ سال بود. استقلال در مسابقات لیگ قهرمانان آسیا نیز موفق عمل کرد و توانست از گروه موسوم به مرگ صعود کند و به مرحله یک چهارم نهایی برسد. در فصل نقل و انتقالات تابستانی ۹۸–۱۳۹۷ مدیران استقلال بسیار ضعیف عمل کردند؛ تعدادی از بهترین بازیکنان این تیم استقلال را ترک کردند و مدیران استقلال نتوانستند قرارداد تعداد دیگری از بازیکنان را تمدید کنند. اردوی پیش فصل استقلال نیز با تعداد اندکی بازیکن آغاز شد. مجموع این اتفاقات اعتراض گسترده هواداران استقلال را در پی داشت. افتخاری در همین زمان و در ۲۷ تیر ۱۳۹۷ به دلیل آنچه بیماری عنوان کرد از سمت خود استعفا داد.

## فهرست
راهنما
- نشان‌گر آن است که سرپرست موقت بود و مدیرعامل نشد.
- در بخش افتخارات تنها جام‌های رسمی کسب شده در دوران مدیریت هر مدیرعامل ذکر شده‌اند.

| فهرست مدیران باشگاه فوتبال استقلال تهران | فهرست مدیران باشگاه فوتبال استقلال تهران | فهرست مدیران باشگاه فوتبال استقلال تهران | فهرست مدیران باشگاه فوتبال استقلال تهران | فهرست مدیران باشگاه فوتبال استقلال تهران | فهرست مدیران باشگاه فوتبال استقلال تهران |
| ردیف                                     | نام                                      | ملیت                                     | از                                       | تا                                       | افتخارات |
| ---------------------------------------- | ---------------------------------------- | ---------------------------------------- | ---------------------------------------- | ---------------------------------------- | --- |
| ۱                                        | پرویز خسروانی                            | ایران                                    | ۴ مهر ۱۳۲۴                               | ۱۳۲۸                                     | - جام حذفی تهران: ۱۳۲۶ |
| ۲                                        | پرویز شیخان                              | ایران                                    | ۱۳۲۸                                     | ۲۲ بهمن ۱۳۵۷                             | - جام باشگاه‌ های تهران : ۱۳۲۸، ۱۳۳۱، ۱۳۳۵ ۱۳۳۶، ۱۳۳۸، ۴۰–۱۳۳۹، ۱۳۴۱، ۴۸–۱۳۴۷ ۵۰–۱۳۴۹، ۱۳۵۱ - جام حذفی تهران: ۱۳۳۰، ۳۸–۱۳۳۷، ۱۳۳۹ - جام قهرمانی ایران: ۱۳۳۶ - باشگاهی قهرمانی آسیا: ۱۳۴۹ - جام منطقه‌ای: ۱۳۴۹ - جام تخت‌جمشید: ۱۳۵۳ - جام حذفی ایران: ۵۷–۱۳۵۶ |
| –                                        | عنایت‌الله آتشی                           | ایران                                    | فروردین ۱۳۵۸                             | ۱۳۵۸                                     | – |
| ۳                                        | عباس کردنوری                             | ایران                                    | ۱۳۵۸                                     | ۱۳۶۴                                     | - جام باشگاه‌های تهران: ۱۳۶۲ |
| ۴                                        | نادر فریادشیران                          | ایران                                    | ۱۳۶۴                                     | ۱۳۶۴                                     | - جام باشگاه‌های تهران: ۱۳۶۴ |
| ۵                                        | عباس نکویی                               | ایران                                    | ۱۳۶۵                                     | ۱۳۶۸                                     | – |
| ۶                                        | علی آقامحمدی                             | ایران                                    | ۱۳۶۸                                     | ۱۳۶۸                                     | – |
| ۷                                        | کاظم اولیایی                             | ایران                                    | ۱۳۶۸                                     | آبان ۱۳۷۵                                | - جام قدس: ۶۹–۱۳۶۸ - جام باشگاه‌های آسیا: ۹۱–۱۹۹۰ - جام باشگاه‌های تهران: ۱۳۷۰ - لیگ دسته سوم فوتبال ایران: ۱۳۷۲ - سوپر جام تهران: ۱۳۷۳ - جام حذفی ایران: ۷۵–۱۳۷۴                                                                                            |
| ۸                                        | علی فتح‌الله‌زاده                          | ایران                                    | ۷ آبان ۱۳۷۵                              | ۳۰ اردیبهشت ۱۳۸۲                         | - جام آزادگان: ۷۷–۱۳۷۶، ۸۰–۱۳۷۹ - جام حذفی ایران: ۷۹–۱۳۷۸، ۸۱–۱۳۸۰ |
| ۹                                        | محمدحسین قریب                            | ایران                                    | ۳۰ اردیبهشت ۱۳۸۲                         | ۴ تیر ۱۳۸۴                               | – |
| (۷)                                      | کاظم اولیایی                             | ایران                                    | ۲۲ تیر ۱۳۸۴                              | ۱۰ بهمن ۱۳۸۴                             | – |
| (۹)                                      | محمدحسین قریب                            | ایران                                    | ۱۰ بهمن ۱۳۸۴                             | ۱۰ شهریور ۱۳۸۵                           | - لیگ برتر: ۸۵–۱۳۸۴ |
| –                                        | منوچهر صالحی                             | ایران                                    | ۱۳ شهریور ۱۳۸۵                           | ۲۲ مهر ۱۳۸۵                              | – |
| ۱۰                                       | مقداد نجف‌نژاد                            | ایران                                    | ۲۲ مهر ۱۳۸۵                              | ۸ اسفند ۱۳۸۵                             | – |
| –                                        | محمدرضا بهمنی                            | ایران                                    | اسفند ۱۳۸۵                               | ۱۰ اردیبهشت ۱۳۸۶                         | – |
| (۸)                                      | علی فتح‌الله‌زاده                          | ایران                                    | ۱۰ اردیبهشت ۱۳۸۶                         | ۲۷ شهریور ۱۳۸۷                           | - جام حذفی ایران: ۸۷–۱۳۸۶ |
| ۱۱                                       | امیررضا واعظی آشتیانی                    | ایران                                    | ۳۰ شهریور ۱۳۸۷                           | ۱۰ خرداد ۱۳۸۹                            | - لیگ برتر: ۸۸–۱۳۸۷ |
| (۸)                                      | علی فتح‌الله‌زاده                          | ایران                                    | ۱۹ خرداد ۱۳۸۹                            | ۲۷ اردیبهشت ۱۳۹۳                         | - جام حذفی ایران: ۹۱–۱۳۹۰ - لیگ برتر: ۹۲–۱۳۹۱ |
| ۱۲                                       | بهرام افشارزاده                          | ایران                                    | ۲۷ اردیبهشت ۱۳۹۳                         | ۱۲ مرداد ۱۳۹۵                            | – |
| ۱۳                                       | رضا حسنی‌خو                               | ایران                                    | ۱۳ مرداد ۱۳۹۵                            | ۱۶ مرداد ۱۳۹۵                            | – |
| ۱۴                                       | رضا افتخاری                              | ایران                                    | ۱۷ مرداد ۱۳۹۵                            | ۲۷ تیر ۱۳۹۷                              | - جام حذفی ایران: ۹۷–۱۳۹۶ |
| ۱۵                                       | امیرحسین فتحی                            | ایران                                    | ۲۷ تیر ۱۳۹۷                              | ۱۹ آذر ۱۳۹۸                              | – |
| –                                        | اسماعیل خلیل‌زاده                         | ایران                                    | ۲۱ آذر ۱۳۹۸                              | ۶ اسفند ۱۳۹۸                             | – |
| –                                        | علی فتح‌الله‌زاده                          | ایران                                    | ۷ اسفند ۱۳۹۸                             | ۱ فروردین ۱۳۹۹                           | – |
| ۱۶                                       | احمد سعادتمند                            | ایران                                    | ۱۰ فروردین ۱۳۹۹                          | ۹ مهر ۱۳۹۹                               | – |
| ۱۷                                       | احمد مددی                                | ایران                                    | ۱۰ مهر ۱۳۹۹                              | ۲ مهر ۱۴۰۰                               | – |
| ۱۸                                       | مصطفی آجورلو                             | ایران                                    | ۲ مهر ۱۴۰۰                               | ۲۳ مهر ۱۴۰۱                              | - لیگ برتر: ۰۱–۱۴۰۰ |
| (۸)                                      | علی فتح‌الله‌زاده                          | ایران                                    | ۲۳ مهر ۱۴۰۱                              | ۲۲ فروردین ۱۴۰۲                          | - سوپر جام ایران: ۱۴۰۱ |
| –                                        | سید حجت کریمی                            | ایران                                    | ۲۲ فروردین ۱۴۰۲                          | ۱۷ تیر ۱۴۰۲                              | – |
| ۱۹                                       | علی خطیر                                 | ایران                                    | ۱۷ تیر ۱۴۰۲                              | ۱۲ اردیبهشت ۱۴۰۳                         | – |
| –                                        | فرشید سمیعی                              | ایران                                    | ۱۲ اردیبهشت ۱۴۰۳                         | اکنون                                    | – |

## برای مطالعهٔ بیشتر
- گزارش ویژه «کیهان ورزشی» از تغییرات مدیریتی در باشگاه استقلال؛ آدم‌های وزیر!
- اوضاع آشفته مدیریت ۷۵ ساله استقلال/از مدیر۳ دهه‌ای تا مدیر ۳ روزه
- یک روند منطقی
- از صاحب منصب طاغوت تا دروازه‌بان ذخیره